# The Silence (2019)
The Silence is een Duits-Amerikaanse post-apolyptische-horrorfilm uit 2019, geregisseerd door John R. Leonetti. De film is gebaseerd op de gelijknamige roman van Tim Lebbon.

## Verhaal
Door toeval ontdekt een onderzoeksteam in een grot een onbekende blinde dierensoort die uit de grot ontsnapt en agressief reageert op elk geluid dat iemand maakt. Nadat in korte tijd veel mensen sterven door deze agressieve dierensoort, besluit het gezin Andrews met hun dove dochter Ally de lawaaierige stad te verlaten, om een reis naar het koude noorden te maken waar andere overlevenden hun toevluchtsoord hebben gevonden om zichzelf tegen deze wezens, die niet tegen de kou kunnen, te beschermen. Tijdens hun reis wordt het gezin lastiggevallen door een sekte.

## Rolverdeling
| Acteur                  | Personage      |
| ----------------------- | -------------- |
| Stanley Tucci           | Hugh Andrews   |
| Kiernan Shipka          | Ally Andrews   |
| Miranda Otto            | Kelly Andrews  |
| John Corbett            | Glenn          |
| Kate Trotter            | Lynn           |
| Kyle Harrison Breitkopf | Jude Andrews   |
| Dempsey Bryk            | Rob            |
| Billy MacLellan         | De geestelijke |